# Acanthops
Acanthops Serville, 1831 è un genere di insetti montoidei della famiglia Acanthopidae.

## Tassonomia
Comprende le seguenti specie:
- Acanthops bidens Hebard, 1922
- Acanthops boliviana Chopard, 1916
- Acanthops brunneri Saussure, 1871
- Acanthops centralis Lombardo & Ippolito, 2004
- Acanthops contorta Gerstaecker, 1889
- Acanthops elegans Lombardo & Ippolito, 2004
- Acanthops erosa Serville, 1839
- Acanthops erosula Stal, 1877
- Acanthops falcata Stal, 1877
- Acanthops falcataria Goeze, 1778
- Acanthops fuscifolia Olivier, 1792
- Acanthops godmani Saussure & Zehntner, 1894
- Acanthops occidentalis Lombardo & Ippolito, 2004
- Acanthops onorei Lombardo & Ippolito, 2004
- Acanthops parafalcata Lombardo & Ippolito, 2004
- Acanthops parva Beier, 1941
- Acanthops royi Lombardo & Ippolito, 2004
- Acanthops soukana Roy, 2002
- Acanthops tuberculata Saussure, 1870